# Fonds-Saint-Denis
Fonds-Saint-Denis  es una población y comuna francesa, situada en la región de Martinica, departamento de Martinica, en el distrito de Saint-Pierre, Martinica y cantón de Saint-Pierre.

## Geografía
Con 843 habitantes, Fonds-Saint-Denis es el segundo municipio más grande de la menos poblada de la isla de Martinica después de Grand'Rivière.

## Enlaces externos

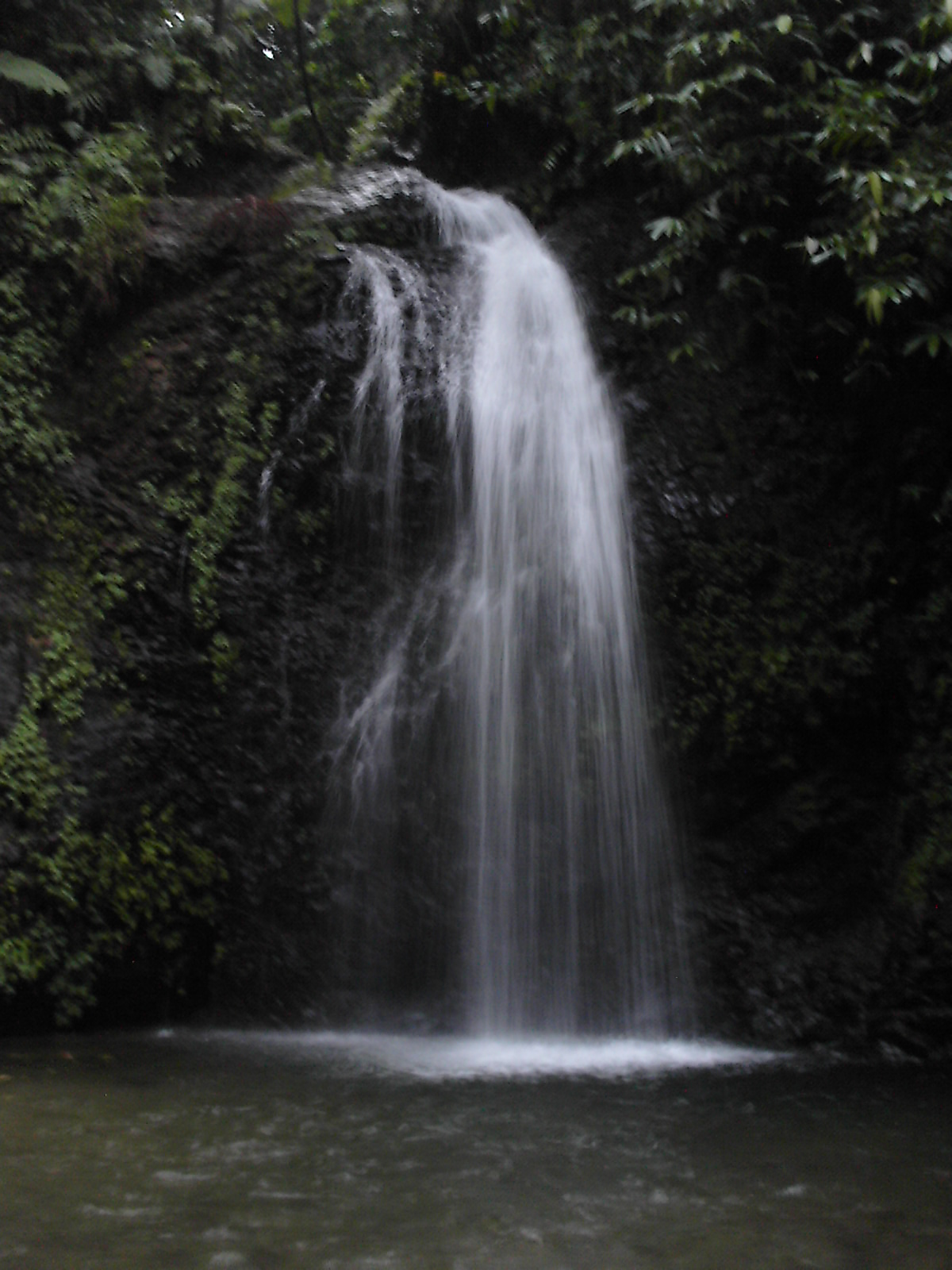
Cascada de Constable Jumping.

## Demografía
|                        | 1.302 | 1.191 | 1.044 | 977 | 945 | 889 | 843 |
| según define el INSEE. |       |       |       |     |     |     |     |

## Lugares y monumentos
- Cascade du Saut du Gendarme
- Observatorio de Morne du Cadet